# تور جهانی الماس‌ها
تور جهانی الماس‌ها (انگلیسی: Diamonds World Tour) پنجمین تور کنسرت توسط خواننده اهل باربادوس ریانا بود. این تور برای پشتیبانی از هفتمین آلبوم استودیویی ریانا، ناعذرخواهانه (۲۰۱۲) برگزار شد. تور در ۸ مارس ۲۰۱۳ در بوفالو، نیویورک آغاز شد و در ۱۵ نوامبر ۲۰۱۳ در نیواورلئان به پایان رسید.